# Tupolev Tu-126
O Tupolev Tu-126 (Designação OTAN: Moss) foi uma aeronave AWACS desenvolvida a partir do avião comercial soviético Tupolev Tu-114 pela Tupolev. Operou pelas forças armadas da União Soviética de 1965 a 1984.

## Projeto e desenvolvimento

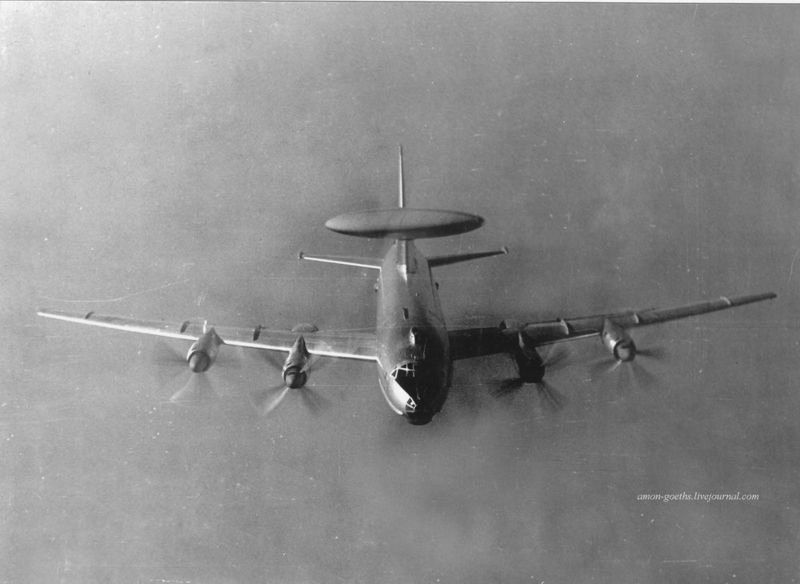
Um Tupolev Tu-126 voando em um reabastecimento.

Em 1958 havia uma preocupação crescente com uma ameaça de ataque nuclear americano contra a União Soviética vindo do norte, sendo necessário um novo sistema áereo de radar, que poderia evitar problemas e gastos com a criação de radares baseados em solo para cobrir a enorme costa norte soviética. Foi então solicitado à Tupolev desenhar uma aeronave AEW&C. Após tentar instalar a instrumentação de radar projetada em um Tu-95 e um Tu-116, foi tomada a decisão de utilizar o Tupolev Tu-114 com sua fuselagem mais larga. Isto resolveu problemas como a refrigeração dos equipamentos e espaço para o operador que existiam nos projetos do Tu-95 e Tu-116. Para alcançar o alcance requerido, a aeronave recebeu um receptor para reabastecimento aéreo. O Tu-126 tinha uma tripulação de 12 pessoas e levava o radar Liana (Designação OTAN Flat Jack) em um rotodome montado sobre a fuselagem. Não possuía a capacidade de detectar alvos abaixo de sua linha de horizonte, logo sua penetração era considerada pela OTAN um tanto irrelevante.
O primeiro protótipo voou em 23 de Janeiro de 1962. Os testes continuaram até o outone de 1964, mostrando que o radar era efetivo sobre a água mas ruim sobre o solo. Descobriu-se também que as grandes hélices contrarotativas dos quatro motores afetavam seriamente o desempenho do radar. Este problema era apenas marginal quando utilizado com um novo radar, designado Shmel.

## Histórico operacional

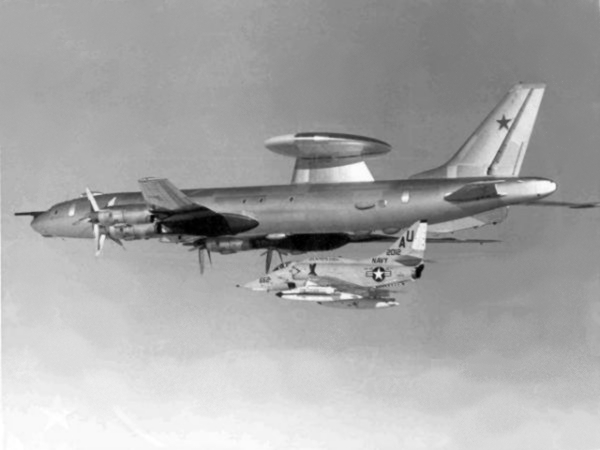
Um A-4E do USS Intrepid interceptando um Tu-126 sobre o Mar Mediterrâneo em 1973

O Tu-126 entrou em serviço em 1965, apesar de ter sido identificado pela inteligência ocidental apenas em 1968, após aparecer em um documentário soviético. Oito aeronaves de produção foram construídas além de um protótipo entre 1965 e 1968 e todos eram baseados em Šiauliai. A inteligência ocidental estimou que o desempenho de seu radar era inferior a seus equivalentes, não sendo capaz de detectar mísseis de cruzeiro ou uma pequena aeronave voando baixo. Entretanto, alega-se que o Tu-126 tinha um poderoso equipamento de bloqueio. O Tu-126 foi usado pela Força Aérea Soviética até ser substituído pelo Beriev A-50. Um único Tu-126 foi também emprestado para a Índia durante a Guerra Indo-Paquistanesa de 1971. O último Tu-126 foi aposentado em 1984.

## Operadores
União Soviética
- Força Aérea Soviética
- Forças de Defesa Aérea Soviética